# Laura Nolte
Laura Nolte (ur. 23 listopada 1998 r. w Unnie) – niemiecka bobsleistka, pilot boba, mistrzyni Europy, złota medalistka igrzysk olimpijskich młodzieży, mistrzyni świata juniorów.

## Kariera
Starty na arenie międzynarodowej rozpoczęła w listopadzie 2015 roku, w zawodach poprzedzających rywalizację na igrzyskach olimpijskich młodzieży. Sam start w igrzyskach młodzieży w Lillehammer w 2016 roku okazał się pierwszym poważnym sukcesem w karierze. Podczas tej imprezy okazała się najlepsza w rywalizacji monobobów dziewcząt. W listopadzie 2017 roku zadebiutowała w zawodach z cyklu Pucharu Europy. W zawodach tej rangi wielokrotnie stawała na podium konkursów, w tym dwukrotnie zwyciężając. W klasyfikacji generalnej w sezonach 2017/2018 i 2018/2019 zajmowała drugie lokaty. W styczniu 2018 roku zadebiutowała na mistrzostwach świata juniorów w Sankt Moritz, w których wraz z Lavinią Pittschaft zdobyła srebrny medal, ulegając jedynie zespołowi rumuńskiemu. Na tej samej imprezie rozgrywanej rok później w Königssee uplasowała się na czwartej pozycji.
W styczniu 2020 roku po raz pierwszy w karierze wystartowała w zawodach z cyklu Pucharu Świata. Debiutancki dla Niemki konkurs rozgrywany w niemieckim Winterbergu przyniósł zarazem pierwszą lokatę na podium – rywalizację ukończyła na 3. pozycji. W kolejnych zawodach pucharowych rozgrywanych we francuskim La Plagne była już najlepsza, osiągając tym samym pierwsze zwycięstwo w zawodach tej rangi. W klasyfikacji generalnej PŚ w sezonie 2019/2020 ostatecznie zajęła 8. lokatę. W lutym 2020 roku zadebiutowała w mistrzostwach świata w Altenbergu, jednak nie ukończyła rywalizacji. W styczniu 2021 roku po raz pierwszy w karierze wystartowała w mistrzostwach Europy w Winterbergu. W debiutanckim występie w zawodach tej rangi zdobyła złoty medal wraz z Deborah Levi. W tym samym miesiącu, ponownie z Levi zdobyły złoty medal podczas mistrzostw świata juniorów w Sankt Moritz. W lutym 2021 roku, wraz z Levi wystartowały w mistrzostwach świata w Altenbergu, w których to zdobyły brązowy medal w dwójkach. Na tej samej imprezie wystartowała również w konkurencji monobobów, w której zdobyła kolejny brązowy medal.
Z powodzeniem startowała również w zawodach krajowych, zdobywając między innymi tytuły mistrzyni Niemiec oraz mistrzyni Niemiec juniorów.

## Osiągnięcia

### Mistrzostwa świata
| Rok  | Miejsce   | Mono | Dwójki |
| ---- | --------- | ---- | ------ |
| 2020 | Altenberg | —    | DNF    |
| 2021 | Altenberg | 3.   | 3.     |

### Mistrzostwa Europy
| Rok  | Miejsce    | Lokata |
| ---- | ---------- | ------ |
| 2021 | Winterberg | 1.     |

### Mistrzostwa świata juniorów
| Rok  | Miejsce      | Lokata |
| ---- | ------------ | ------ |
| 2018 | Sankt Moritz | 2.     |
| 2019 | Königssee    | 4.     |
| 2021 | Sankt Moritz | 1.     |

### Puchar Świata
| Sezon     | Lokata |
| --------- | ------ |
| 2019/2020 | 8.     |
| 2020/2021 | 5.     |